# Sérénade KV 250
«Sérénade Haffner»

La Sérénade no 7 en ré majeur KV 250/248b dite « Sérénade Haffner », est une œuvre de Wolfgang Amadeus Mozart qui porte le nom de son commanditaire, la famille Haffner de Salzbourg. Mozart avait connu Sigmund Haffner (1699-1772), riche marchand et ancien bourgmestre de Salzbourg, qui avait aidé sa famille à réaliser les premières tournées européennes du jeune musicien prodige. Commandée par son fils Sigmund Haffner le Jeune (1756-1787), la sérénade Haffner était destinée au mariage de sa sœur Marie Elisabeth Haffner (1753-1781) avec le chevalier Franz Xaver Spaeth (1750-1808). Elle fut jouée pour la première fois à Salzbourg le 21 juillet 1776.

## Instrumentation
| Instrumentation de la Sérénade no 7 en ré majeur                                                             |
| Cordes |
| premiers violons, seconds violons, altos, violoncelles, contrebasses 1 violon soliste (mouvements 2, 3 et 4) |
| Bois |
| 2 hautbois , 2 bassons, 2 flûte,                                                                             |
| Cuivres |
| 2 cors en ré, deux trompettes en ré                                                                          |

## Structure
La sérénade est composée de 8 mouvements:
1. Allegro maestoso (à , 35 mesures) - Allegro molto (à ), en ré majeur, 284 mesures, 1 section répétée 2 fois (mesures 36 à 126)
2. Andante, en sol majeur, à 
, 135 mesures, violon soliste
3. Menuetto, en sol mineur, à 
, avec un Trio en sol majeur, 40+26 mesures, violon soliste
4. Rondeau : allegro, en sol majeur, à 
, 455 mesures, sections répétées 2 fois : mesures 1 à 8, mesures 9 à 24, mesures 20 à 28, mesures 29 à 36, mesures 138 à 154, violon soliste
5. Menuetto galante, en ré majeur, Trio en ré mineur, à 
, 50 + 34 mesures
6. Andante, en la majeur, à 
, 216 mesures
7. Menuetto, en ré majeur, Trio en sol majeur, à 
, 30 + 24 mesures
8. Adagio (en ré majeur, à , 16 mesures) - Allegro assai, en ré majeur, , à 
, 475 mesures, sections répétées 2 fois : mesures 17 à 217, mesures 218 à 453

- Durée de l'interprétation : environ 55 minutes.

Les second, troisième et quatrième mouvements possèdent des solos de violon. Le quatrième mouvement (Rondeau : allegretto) a été arrangé pour violon seul et est une pièce de virtuosité très populaire.